# Allium monophyllum
Allium monophyllum är en amaryllisväxtart som beskrevs av Aleksei Ivanovich Vvedensky och Ekaterina Georgiewna Czerniakowska. Allium monophyllum ingår i släktet lökar, och familjen amaryllisväxter. Inga underarter finns listade i Catalogue of Life.